# Västra Vemmerlövs kyrka
Västra Vemmerlövs kyrka är en kyrkobyggnad i Västra Vemmerlöv. Den tillhör Hammarlövs församling i Lunds stift. Den hörde tidigare till Västra Vemmerlövs församling.

## Kyrkobyggnaden
Kyrkan byggdes under den tidigare medeltiden i romansk stil. De ha välvts senare under medeltiden, och har målningar utförda av Finjamästaren.
På 1850-talet genomgick kyrkan en ombyggnad under Carl Georg Brunius ledning. Tornets övre delar förändrades och långhusvalven revs.
Senmedeltida kalkmålningar finns bevarade i interiören.

## Inventarier
- Dopfunten av sandsten är tidigmedeltida och har skulpterade lejon.

### Orgel
- 1859 byggde Jöns Olsson Lundahl, Malmö (då fortfarande boende i Bara) en orgel med 4 stämmor.
- Den nuvarande orgeln byggdes 1895 av Salomon Molander & Co, Göteborg och är mekanisk.

| Manual         | Pedal      | Koppel     |
| Gedackt 8´     | Subbas 16´ | Man/Ped    |
| Principal 4'   |            | Man 4'/Man |
| Rörflöjt 4'    |            |            |
| Oktava 2'      |            |            |
| Larigot 1 1/3' |            |            |

## Galleri

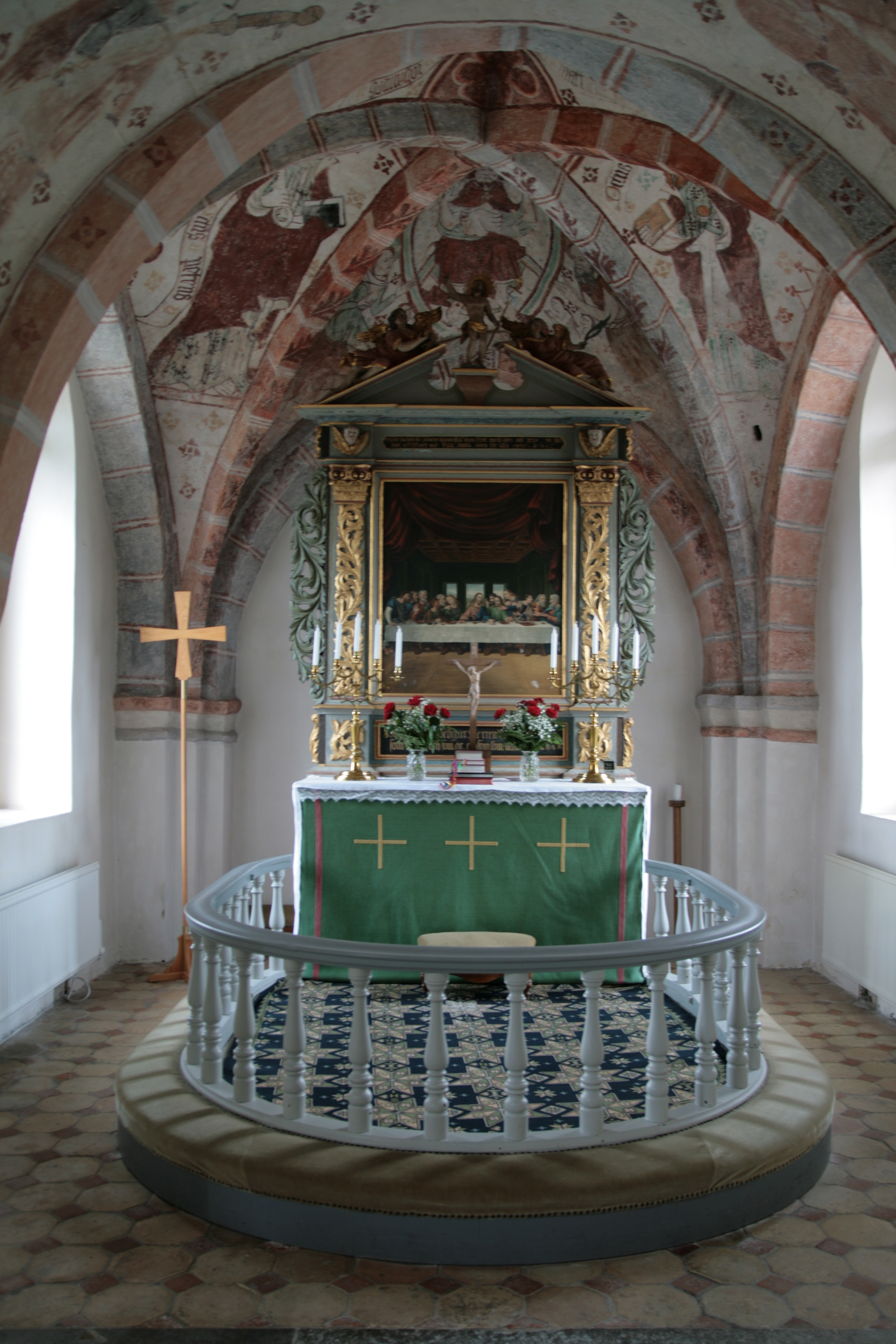
Altare Västra Vemmerlövs kyrka
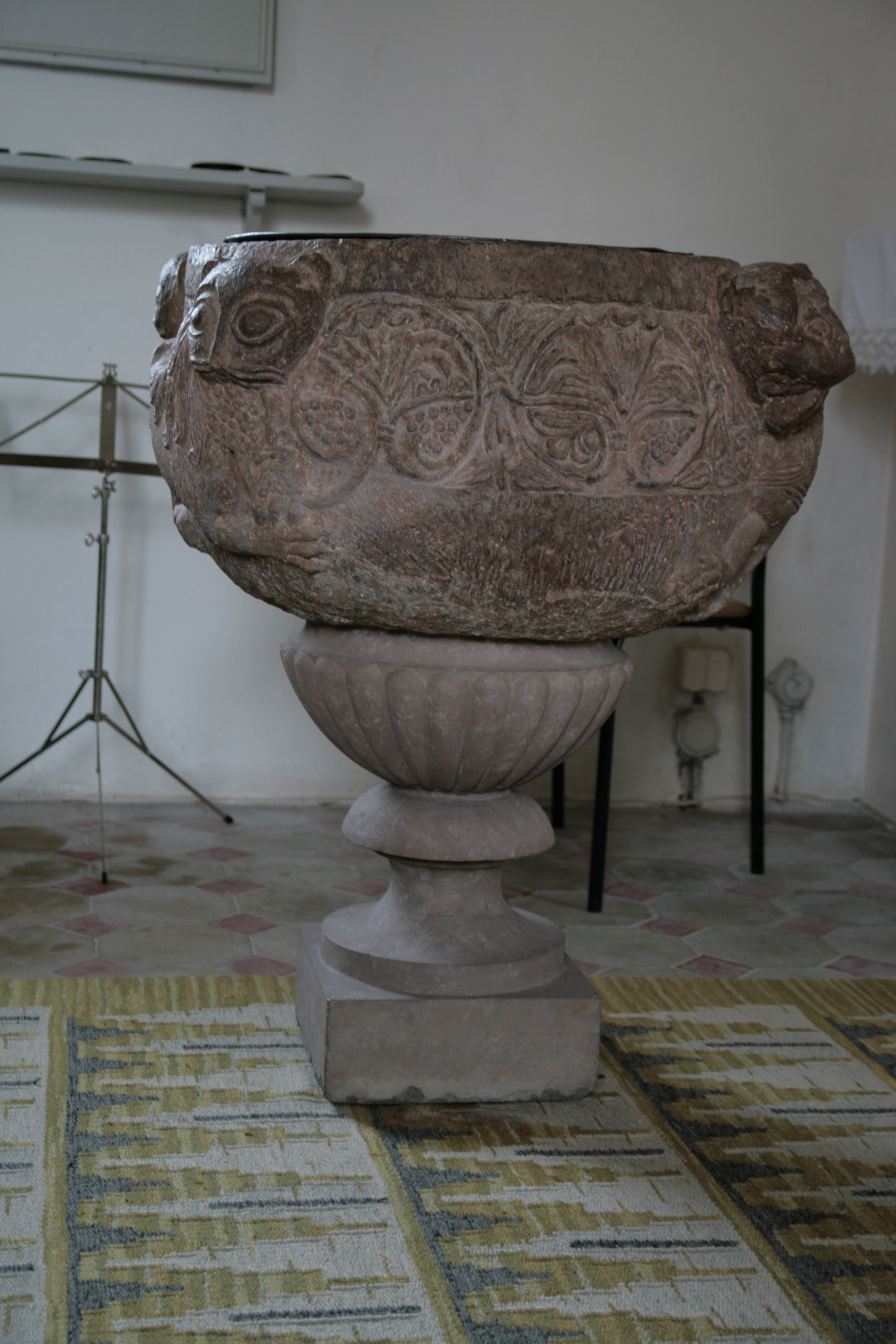
Dopfunt Västra Vemmerlövs kyrka